# Lars Jacobsen
Lars Christian Jacobsen (født 20. september 1979) er en dansk tidligere fodboldspiller.

## Klubkarriere
Han vandt Ekstra Bladets Skolefodboldturnering i 1993, hvor han var elev på Sanderumskolen i Odense.
Han blev kåret til årets pokalfighter i 2002 med OB.
Lars Jacobsen valgte i sommeren 2010 at forlade Blackburn Rovers til fordel for West Ham. Her spillede han frem til sommeren 2011, hvor han skiftede tilbage til sin tidligere klub, FC København. Lars Jacobsen er med 260 kampe (syv mål til følge) for FC København blandt de spillere, der har opnået flest kampe for klubben. 
Efter kontraktudløb i FCK i sommeren 2014 skiftede Jacobsen på en fri transfer til EA Guingamp på en to-årig kontrakt.

## Landsholdskarriere
Jacobsen spillede i en lang årrække fast på det danske landshold, og medvirkede ved to slutrunder. Jacobsen stoppede på landsholdet i en alder af 36 år, efter at Danmark ikke formåede at kvalificere sig til EM 2016. Han opnåede 81 A-landskampe fordelt på 9 år.

## Anden virke
Lars Jacobsen er i dag fodboldkommentator hos Discovery Networks samt medvært på Discovery’s tidligere fodboldpodcast "Fodboldministeriet" sammen med Christian Wolny og Sture Sandø. Han har siden 2023 været vært - og bødekassemester i programmet "Klubben" på Discovery+, hvor hans medvært Simon Egeskov endnu ikke har fået en klubtitel.